# Ghana en los Juegos Olímpicos de Roma 1960
Ghana estuvo representada en los Juegos Olímpicos de Roma 1960 por un total de 13 deportistas que compitieron en 2 deportes.  

## Medallistas
El equipo olímpico ghanés obtuvo la siguiente medalla:
| Nombre          | Deporte | Competición               |
| --------------- | ------- | ------------------------- |
| Plata           |         |                           |
| Clement Quartey | Boxeo   | Wélter ligero (63,5 kg) M |